# Gbarlin
Gbarlin är en klan i Liberia.   Den ligger i regionen Lofa County, i den centrala delen av landet, 180 km nordost om huvudstaden Monrovia.